# Schloss Plaue

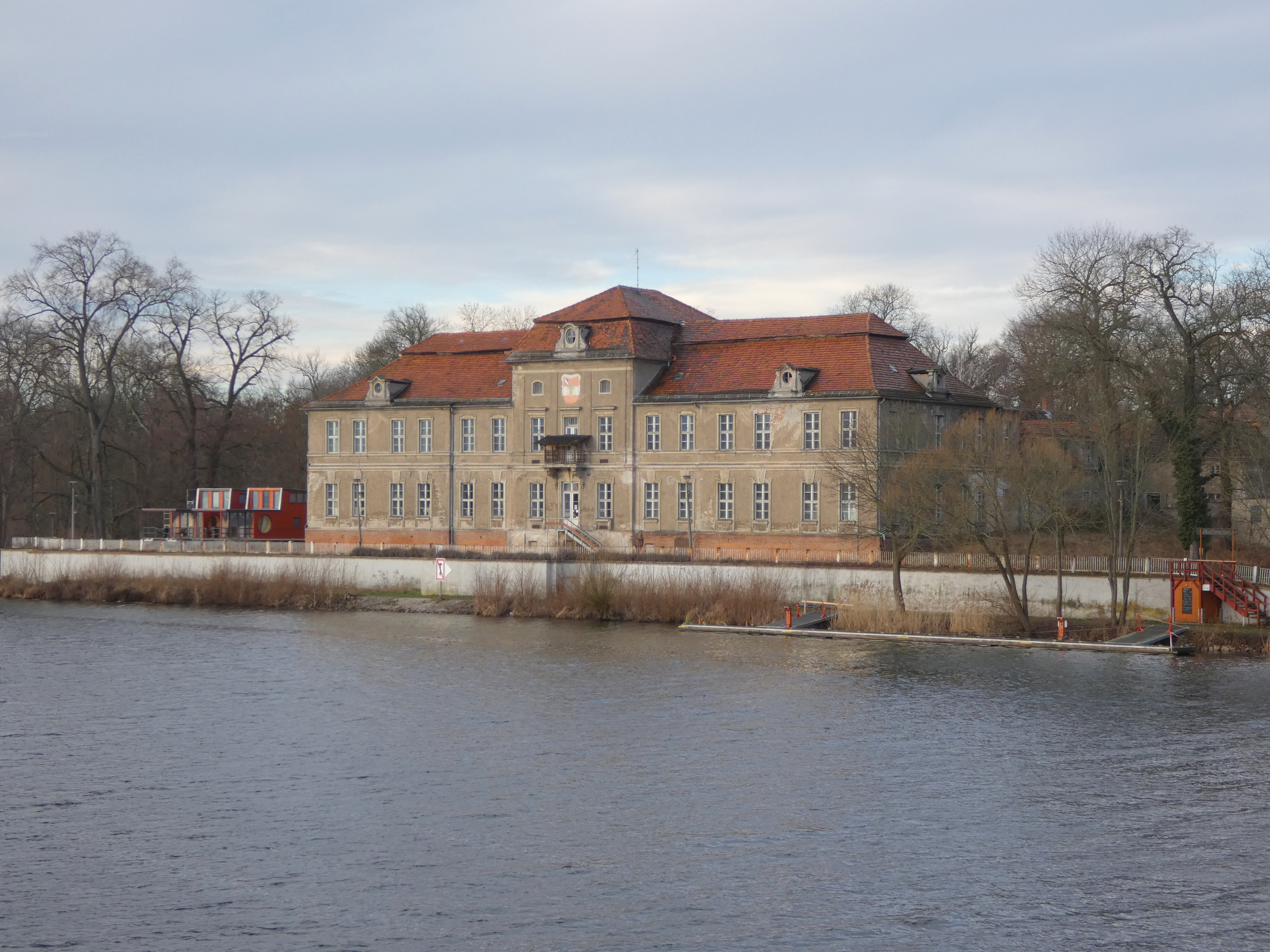
Die Havelseite von Schloss Plaue

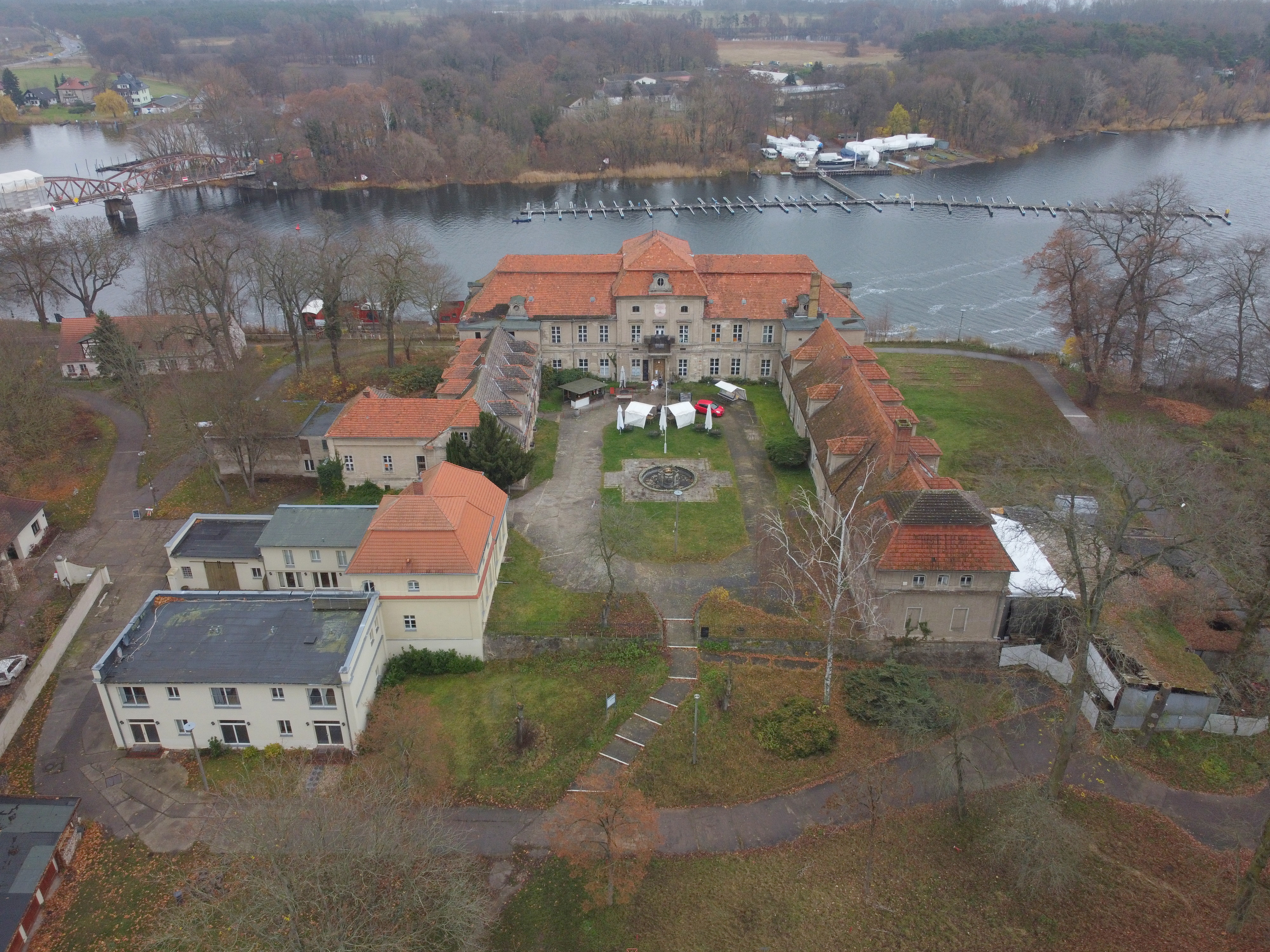
Hofseite von Schloss Plaue in einer Luftbildaufnahme

Das Schloss Plaue ist eine barocke Schlossanlage im zu Brandenburg an der Havel gehörenden Stadt- und Ortsteil Plaue. Es liegt am Westufer der Havel unmittelbar an deren Abfluss aus dem Plauer See. Es wurde auf Resten der Burg Plaue errichtet. Der Schlosspark Plaue als Landschaftsgarten erstreckt sich südlich des Schlosses am Ufer des Plauer Sees bis an den Wendsee.

## Geschichte

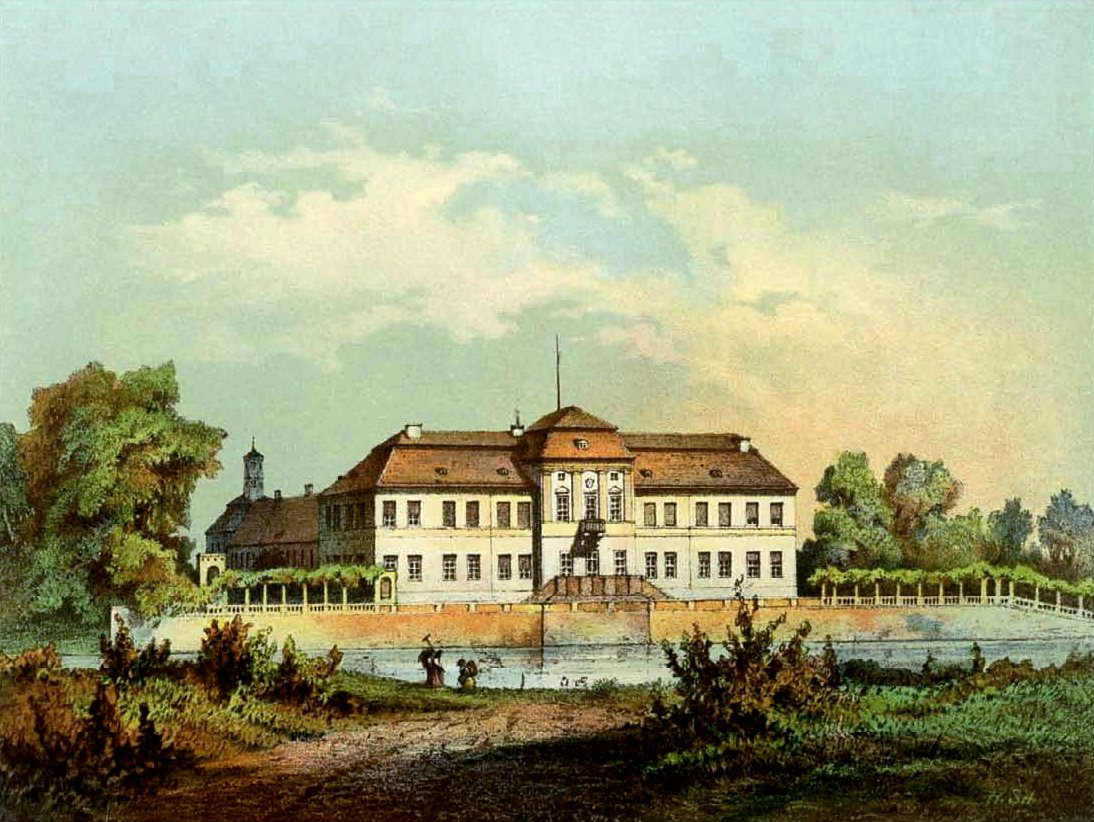
Schloss Plaue um 1860, Sammlung Alexander Duncker

### Prähistorie
Anstelle des Schlosses bestand wahrscheinlich bereits ein slawischer Burgwall, der jedoch nur indirekt nachgewiesen ist. Bei Erdarbeiten wurden mehrere Scherben aus der Zeit des 9. bis ins 12. Jahrhundert gefunden, die slawischen Ursprungs sind. Auch liegt das Areal für einen slawischen Burgwall typisch (siehe Burgwall Parey, Pilatsch (Burgwall) oder Burgwall „Alt Rathenow“) unmittelbar am Havelufer etwa 2 Meter über dem umliegenden Niveau.

### Grenzfeste zwischen Brandenburg und Magdeburg
Zwischen dem 12. und dem 15. Jahrhundert war das strategisch wichtige Plaue als Fährort an einer bereits im Mittelalter wichtigen Handelsstraße, der heutigen Bundesstraße 1, und der Havel gelegen zwischen der Mark Brandenburg und dem Erzstift Magdeburg umstritten. Die Burg sicherte lange die Grenze zwischen den Territorien. Erstmals erwähnt wurde Plaue 1197 als Name eines Geschlechts, das sich nach der Burg benannte beziehungsweise benannt wurde. Mehrere Angehörige der Familie waren als Ministeriale an den Erzbischof von Magdeburg oder den Bischof von Brandenburg gebunden. Letzterem war Heinrich de Plawe, 1197 und 1198 erwähnt, verpflichtet.
Der Ort Plaue selbst wurde erstmals 1216 als Hauptgrenzort zwischen dem Bistum Brandenburg und dem Erzbistum Magdeburg, welche nicht mit den weltlichen Territorien Mark und Erzstift verwechselt werden dürfen, erwähnt. Vor 1268 war Plaue und seine Burg im Besitz des Markgrafen von Brandenburg, gelangte dann aber offenbar nach dem Aussterben der askanischen Herrschaftslinie an das Erzstift Magdeburg. 1294 wurde das castrum Plaue schriftlich erwähnt. Ab 1334 wurde die Burg (hus) mitsamt Geleitrecht und Zollrecht verpfändet. Teilweise wurde die Verpfändung an die Bedingung, die Burg baulich zu verbessern, geknüpft. Am gegenüberliegenden Ostufer der Havel bauten die brandenburgischen Markgrafen eine Gegenburg, die 1336 als Niederhus erwähnt wurde. In den ältesten Lehnsbüchern Magdeburgs wurde das castrum Plaue als Sitz von erzbischöflichen Burgmannen und Vasallen, die in den umliegenden magdeburgischen Dörfern ihre Lehen hatten, beschrieben.

### Raubritterburg
Aufgrund der Streitigkeiten zwischen Brandenburg und Magdeburg, die auch wiederholt kriegerisch ausgefochten worden waren, kam es im späten 14. Jahrhundert zu einer relativ unabhängigen Herrschaft der Pfandinhaber der Burg Plaue. Dies traf zunächst auf Lippold von Bredow, Statthalter der Mittelmark, zu. Dessen Tochter Agnes war mit Johann von Quitzow verheiratet, sodass die Burg auf ihn überging. Johann von Quitzow hatte auf Plaue eine völlig unabhängige Stellung erlangt und machte viele Jahre mit seinem Bruder Dietrich von Quitzow als Raubritter brandenburgische und magdeburgische Besitzungen unsicher. 1414 nahm Markgraf Friedrich I. im Bündnis mit dem Erzbischof von Magdeburg nach Belagerung die Burg ein und vertrieb die Quitzows aus Plaue. 1421 wurden die Streitigkeiten zwischen Brandenburg und Magdeburg um die Burg Plaue aufgrund eines Schiedsspruchs und des Verzichts durch Erzbischof Günther II. beigelegt. Erzbischof Friedrich III. verzichte 1449 in einem Vertrag von Zinna endgültig auf Plaue.

### Im Kurfürstentum Brandenburg bis zur Zerstörung im Dreißigjährigen Krieg

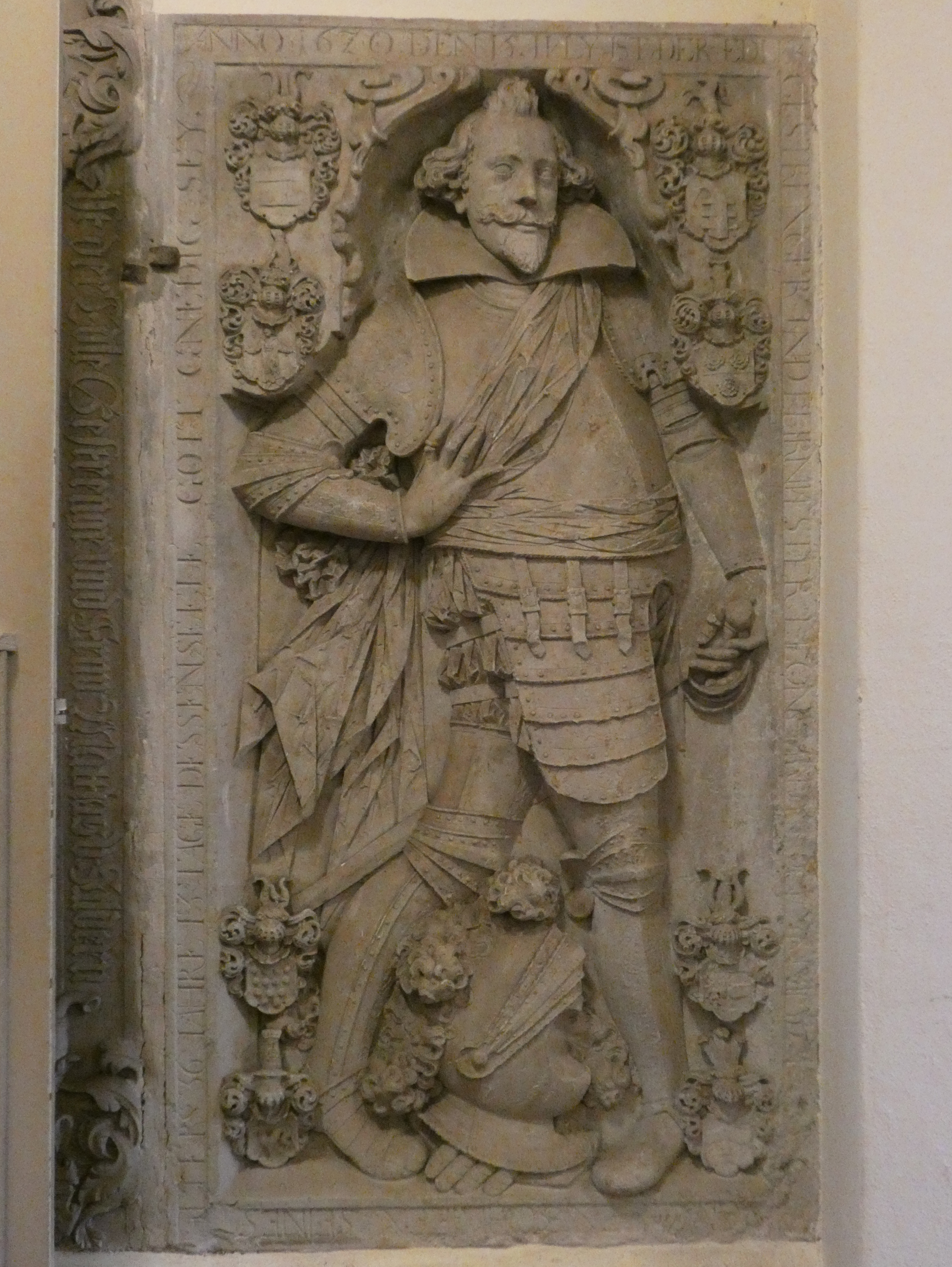
Schlossherr Leonhard von Arnim (1584–1620); Grabplatte in der Pfarrkirche Plaue

1459 erhielt der kurfürstliche Kammermeister Georg von Waldenfels Plaue mit der Auflage zunächst als Pfand, dass er anstelle der Fährverbindung über die Havel eine 1463 fertiggestellte Brücke bauen lassen sollte. 1469 wurde ein erbliches Lehen an die Bedingung der Erneuerung der Befestigung des Schlosses gebunden. Im frühen 16. Jahrhundert wurde erstmals eine Schlosskapelle mit einem Annenaltar beschrieben. Kurfürst Joachim I. nahm Plaue 1531 in persönlichen Besitz. 1544 wurde es für 12.000 Gulden Franz von Dornstätt zum Rückkauf überlassen. Zu dessen Abfindung streckte Matthias von Saldern, Ehemann der Gertrud von Saldern, dem Kurfürsten 5.000 Gulden vor und erhielt seinerseits Schloss Plaue als Pfand, obwohl dieses 1547 Sabina von Brandenburg-Ansbach, der Frau des späteren Kurfürsten Johann Georg, zum Privatbesitz verschrieben worden war. 1560 tauschte Kurfürst Joachim II. Matthias von Saldern das Pfand gegen die Plattenburg ab. Johann Georg veräußerte 1577 Schloss Plaue an die Familie von Arnim. Im Dreißigjährigen Krieg wurden das Schloss und die kleine Stadt Plaue zerstört.

### Vom Dreißigjährigen bis zum Zweiten Weltkrieg

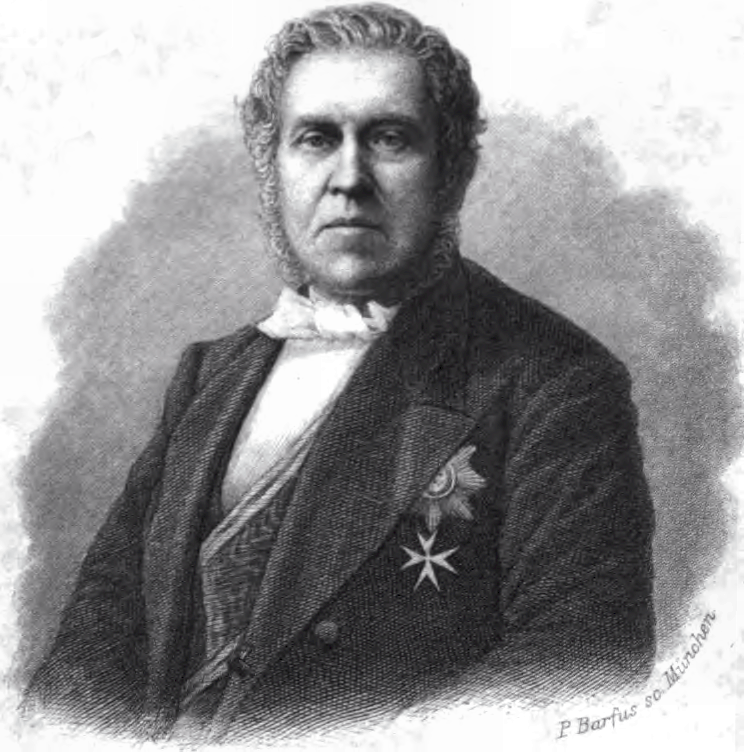
Hans Karl Albrecht Graf von Königsmarck

Bereits seit 1620 war das Schloss Plaue im Besitz der Familie von Görne. Der preußische Minister Friedrich von Görne ließ das Schloss Plaue in seiner noch im erheblichen Maße bestehenden Form 1711 bis 1715 beziehungsweise 1716 als barocken Neubau errichten. Der Neubau soll 23.460 Taler gekostet haben. Er blieb Schlossherr bis 1745. Sein Nachfolger war 1745 bis 1765 sein Sohn Leopold von Görne, der das Schloss verkaufte. Ihm folgten als Schlossbesitzer 1765 bis 1793 der preußische General Heinrich Wilhelm von Anhalt, der viele im Ort Plaue geschaffenen Strukturen zurückbauen ließ, und die Familie des Adolf Julius Freiherr Lauer von Münchhofen und seiner Frau Marie Magdalene Charlotte Baronin von Stoltzenberg, der ehemaligen Mätresse und zweiten Ehefrau des Markgrafen Friedrich Heinrich von Brandenburg-Schwedt. 1839 kam Schloss Plaue an die Grafen von Königsmarck, in deren Besitz es zu Händen des Hans-Guido Graf von Königsmarck-Plaue auf Plaue, und Eigentümer des Familienfideikommiss mit Lehngut Netzeband und Schönberg mit Doß Krug in Mecklenburg und Stöffin bis 1945 blieb.

### Ab 1945
Zum Ende des Zweiten Weltkriegs wurde das Schloss Plaue von der Roten Armee geplündert. Nach der Enteignung wurde es kurze Zeit Erholungsheim für sowjetische Kinder und Militärlazarett. Von 1946 bis 1966 war eine Verwaltungsschule untergebracht. 1965 bis 1966 erfolgte eine Instandsetzung, in deren Folge die Fassade stark vereinfacht wurde. Anschließend zog ein Institut für Sprachintensivausbildung, eine Dolmetscherschule des Ministeriums für Auswärtige Angelegenheiten der DDR, ein.
1989 wurde das Gebäude erstmals für die Bevölkerung geöffnet. 1993 schloss man das Sprachinstitut, und das Schloss Plaue ging in den Besitz des Landes Brandenburg. Nach weiteren Verkäufen, wobei die umfassende Sanierung des Herrenhauses ausblieb, übernahm 2018 die Firma Dolphin Trust das Schloss Plaue mit dem Plan, das Gelände langfristig für betreutes Wohnen im Alter umbauen und als neuer Eigentümer die gastronomische Nutzung bis 2021 weiterlaufen lassen.

## Architektur
Schloss Plaue ist eine dreiflügelige Schlossanlage. Der östliche Corps de Logis steht unmittelbar an der Havel und ist zweigeschossig. Der Mittelrisalit ist um ein Mezzanin erhöht. Das Mansarddach ist mit roten Biberschwänzen eingedeckt. Als lichte Öffnungen finden sich beispielsweise Schweifgauben. Im Obergeschoss befindet sich mittig zum Ehrenhof und zum Fluss jeweils ein Balkon. Eine zweigliedrige Freitreppe auf der Flussseite ist weitgehend zurückgebaut. Die Seitenflügel sind eingeschossig. Der südliche Seitenflügel hat seinen Abschluss mit der ebenfalls um ein Mezzanin erhöhten ehemaligen Schlosskapelle. Die ehemalige Schlosskapelle hat ein Mansarddach, der restliche südliche Flügel ein Satteldach mit Walmgauben. Der nördliche Seitenflügel weist ein Dach mit Krüppelwalm und Walmgauben auf. Die Fassade des Schlosses ist grau verputzt. Strukturierende Elemente sind beispielsweise Gesimse, Faschen, aus Stuck gestaltete Schlusssteine. An den Nordflügel durch einen Weg baulich abgetrennt schließt sich ein 1913 gebautes Kopfgebäude an, welches den Ehrenhof mit einfasst. Dieses hat ein Mansarddach. Im Hof befindet sich ein Springbrunnen.

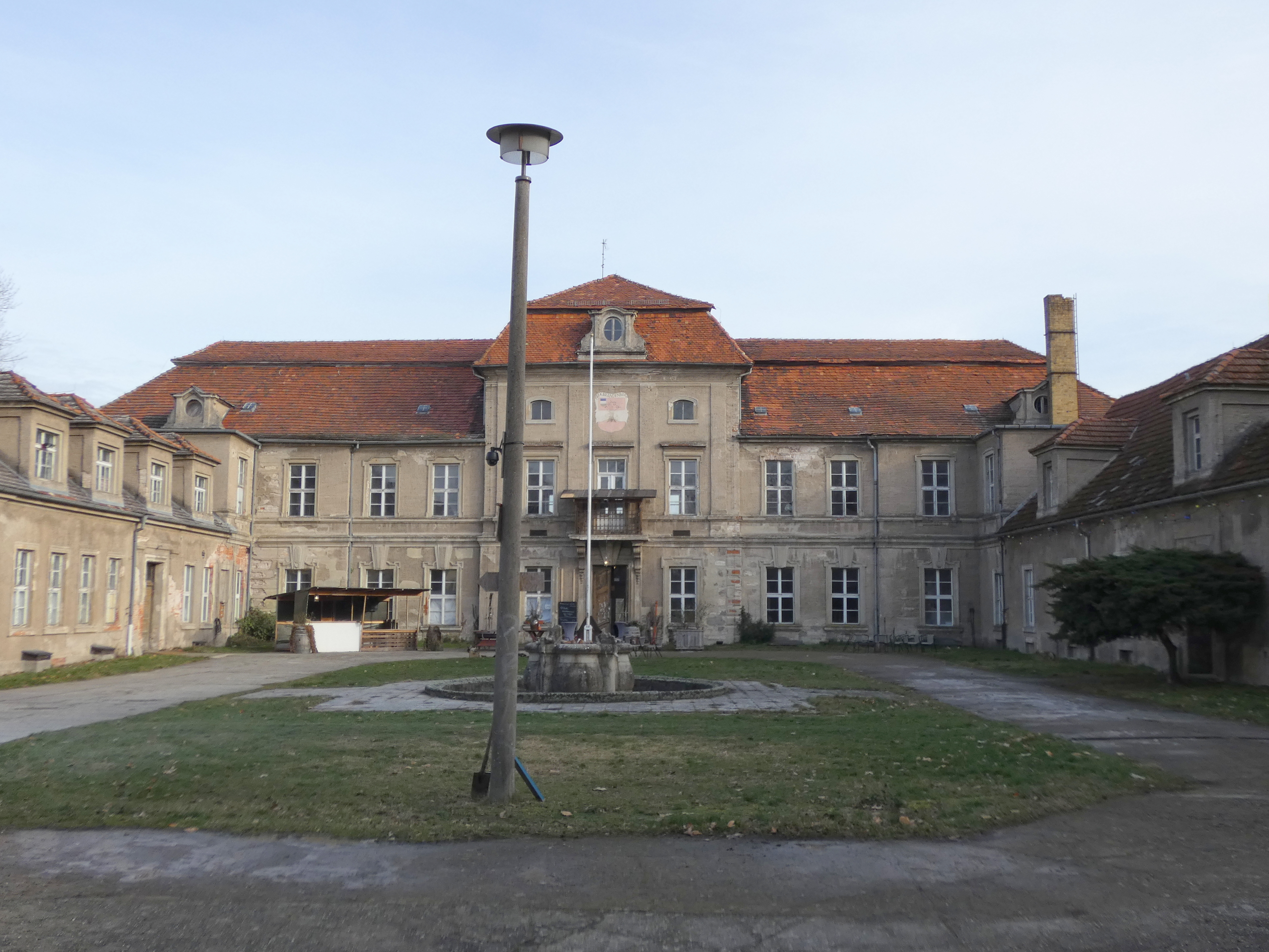
Der Corps de Logis vom Ehrenhof
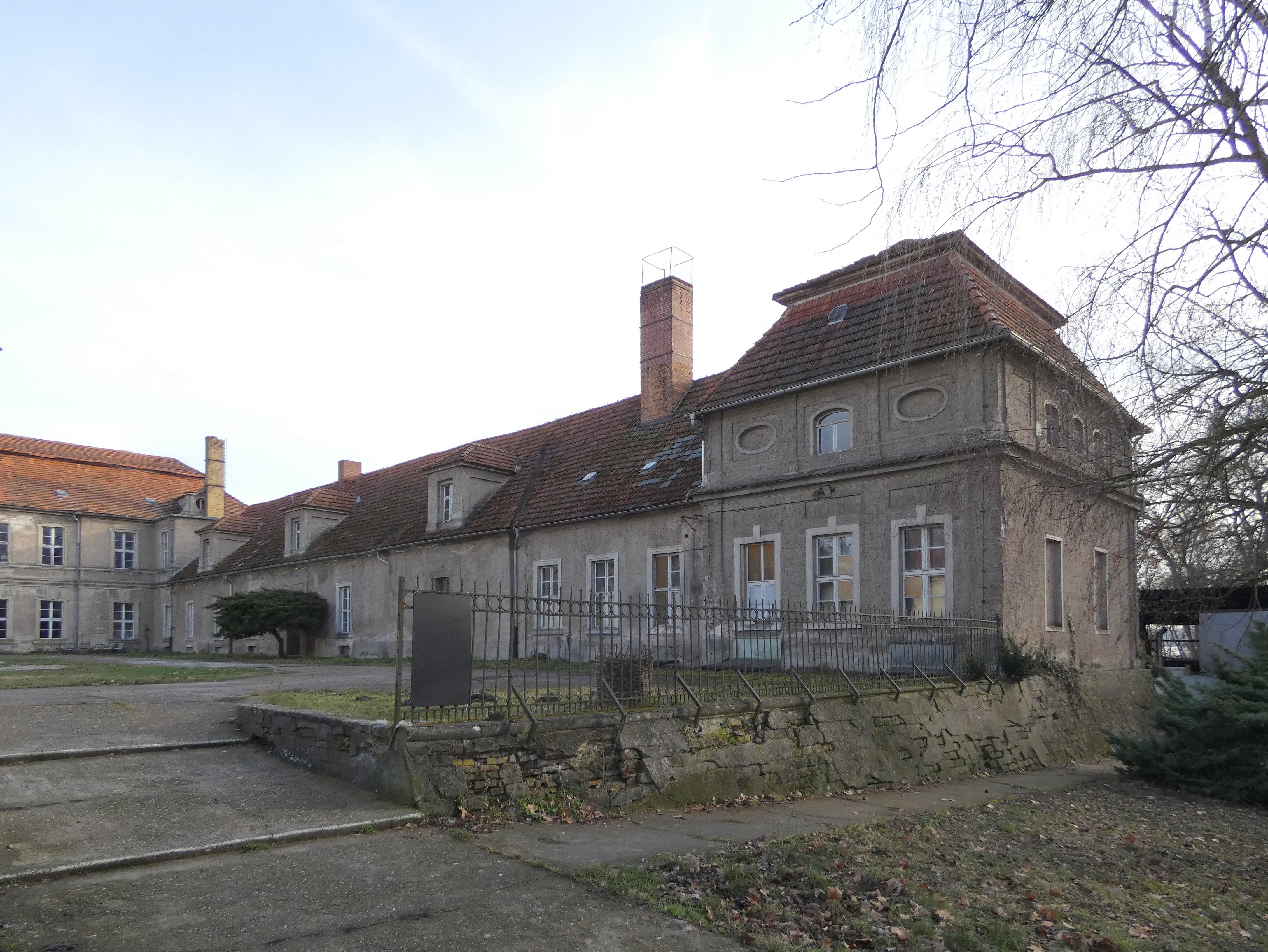
Südflügel mit abschließender ehemaliger Schlosskapelle
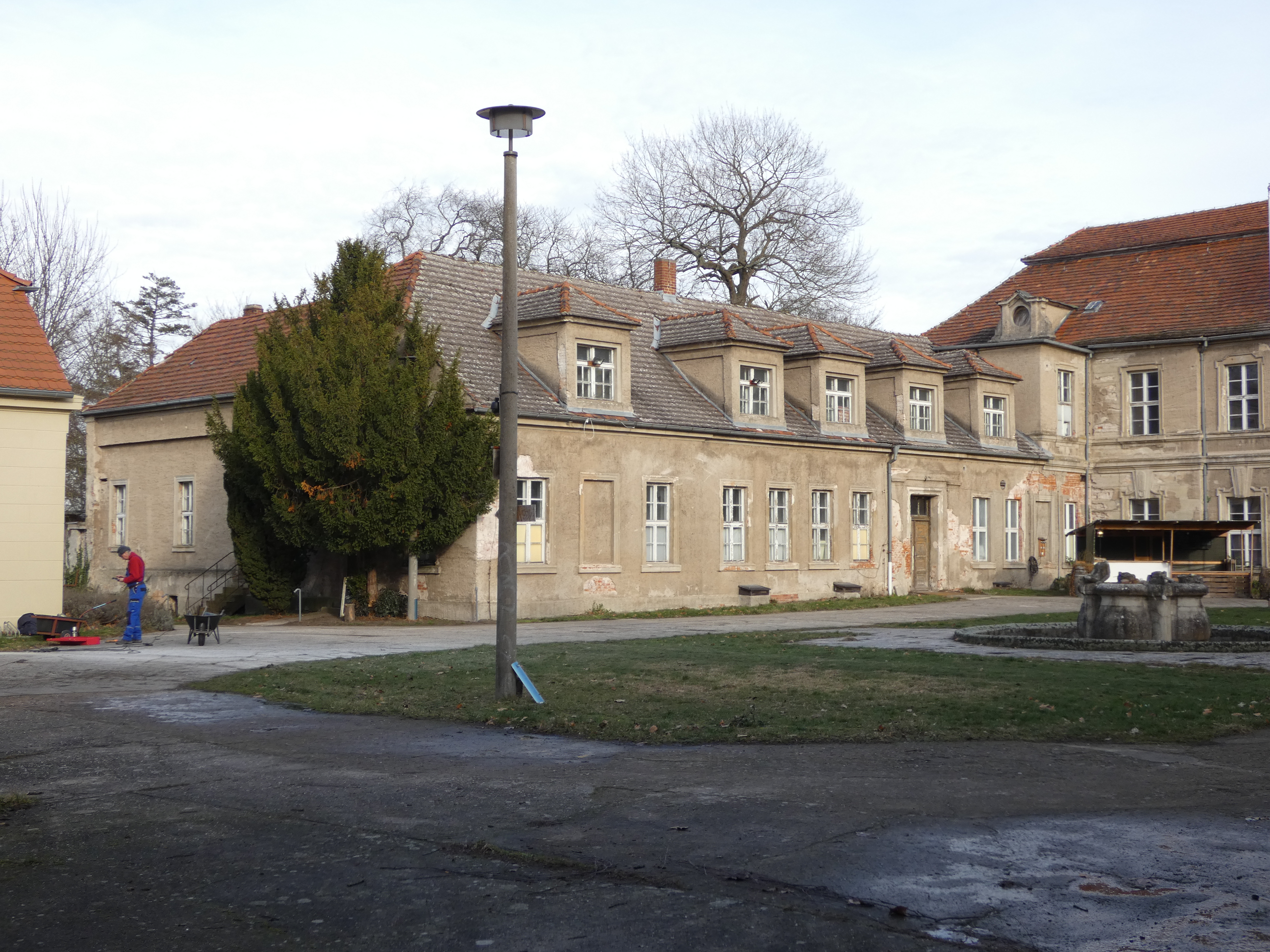
Nordflügel
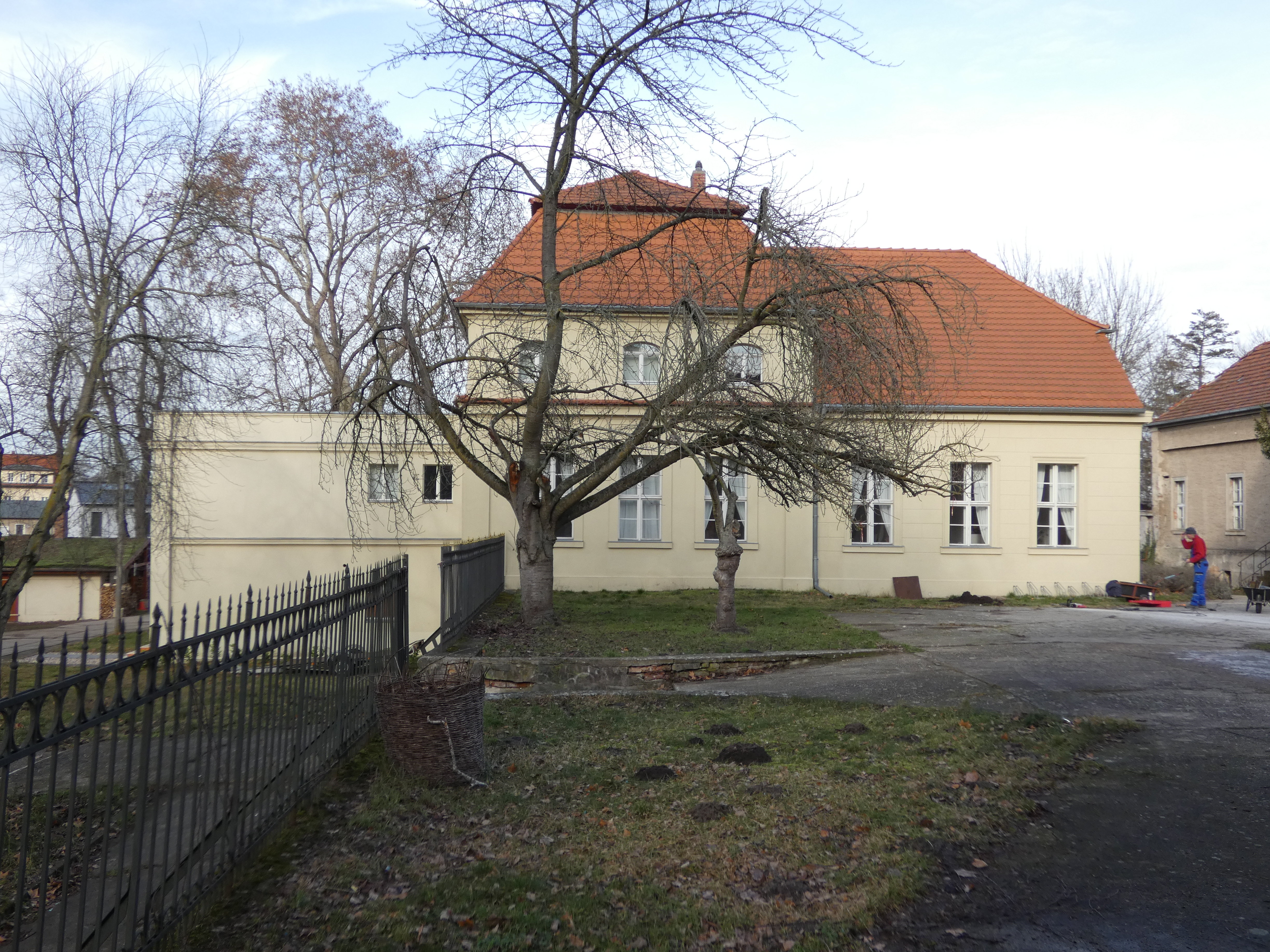
Kopfgebäude: Westlicher Abschluss des Nordflügels

## Schlosspark

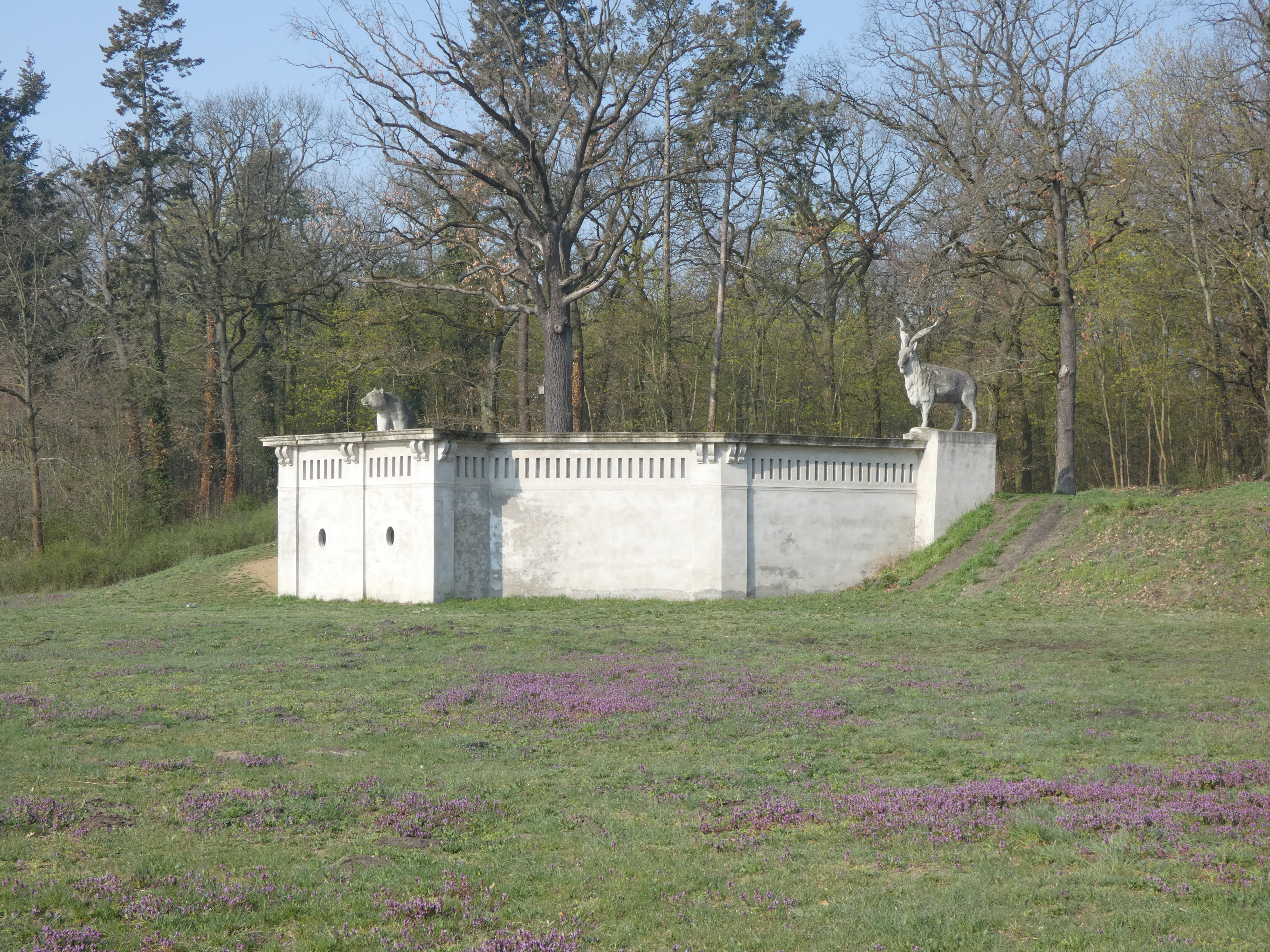
Der historische Tontaubenschießstand; es soll der weltweit älteste erhaltene sein

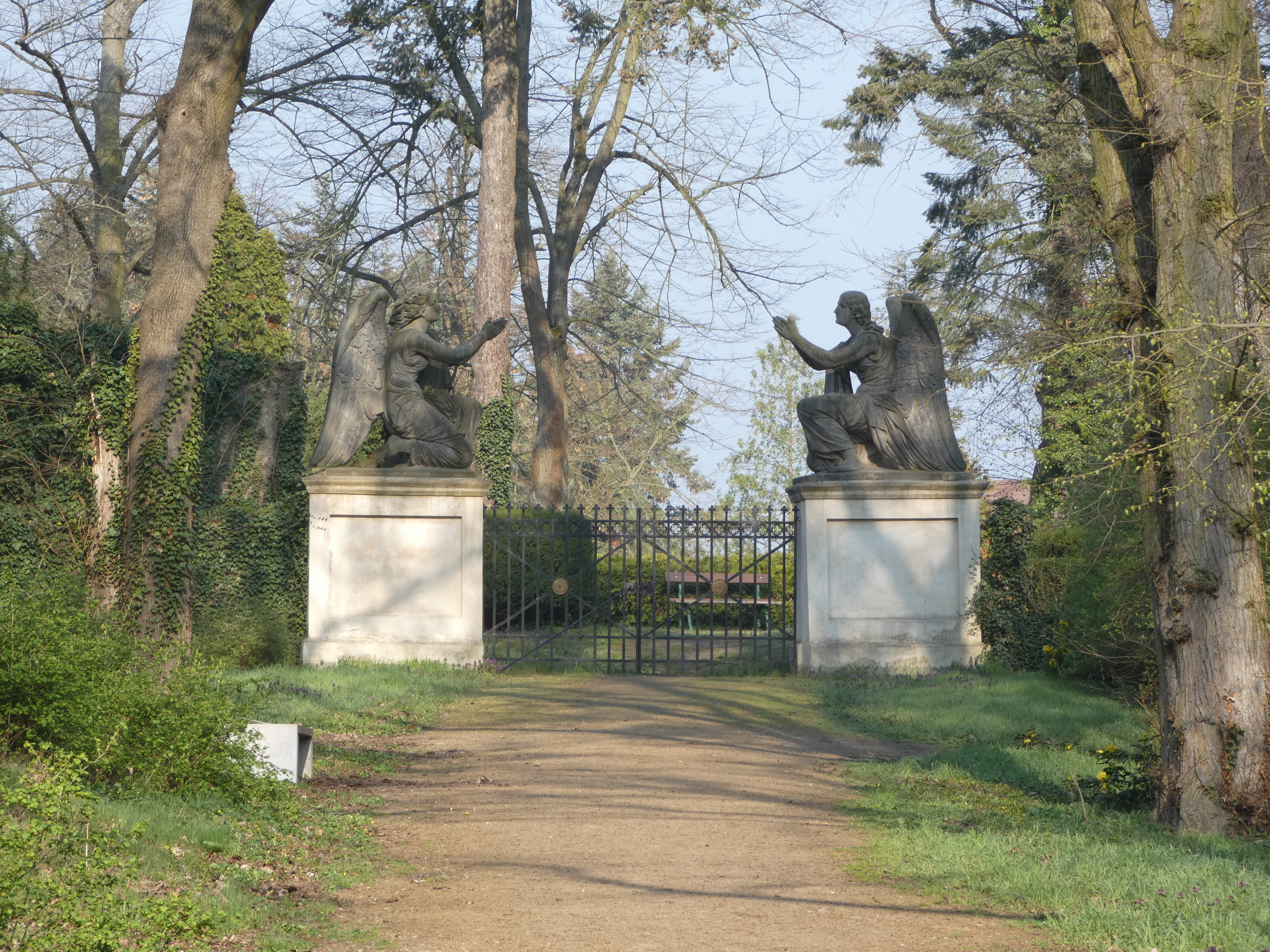
Das Engelstor zwischen Schlosspark und Friedhof

Südlich des Schlosses befindet sich der Schlosspark. Er erstreckt sich entlang des nordwestlichen Ufers des Plauer Sees bis an den Wendsee beziehungsweise die Seegartenbrücke. Seine Ausdehnung ist Resultat einer Erweiterung Leopold von Görnes 1755 und der Umformung in einen Landschaftspark unter der Familie von Königsmarck um 1850. Der Schlosspark ist für die Bevölkerung seit 1935 zugänglich. Der Plauer Fontaneweg, der Havelradweg, die Tour Brandenburg und die 7-Seen-Tour führen durch den Schlosspark.
Im englischen Landschaftsgarten befinden sich Reste alter Gebäude. Der sogenannte Hungerturm war ein Staffagebau mit Sichtachsen zum Schloss und zum See. Dieser wurde in den 1950er Jahren bis auf sein Fundament abgetragen. Erhalten ist ferner der Sockel einer Urnenstatue, bei der die Hunde der Grafen von Königsmarck begraben wurden. Am Ort eines ehemaligen Pferdegrabes befindet sich seit 2012 eine Bronzeskulptur Theodor Fontanes, der das Schloss Plaue 1889 im fünften Band Fünf Schlösser seines Werks Wanderungen durch die Mark Brandenburg zum Gegenstand seiner Erzählung machte. Die Skulptur wurde vom Künstler Dirk Harms geschaffen.
Ein Tontaubenschießstand soll der weltweit älteste erhaltene und um 1900 vom Schlossbesitzer Hans Adolf Erwein Max Graf von Königsmarck errichtet worden sein. Er ist mit auf Sockeln platzierten überlebensgroßen Tierfiguren, einem Bären und einem Markhor (Capra falconeri), Erinnerungen an eine Jagdreise in den Himalaya und Trophäen, die nachträglich ergänzt worden waren, verziert. Der Schießstand wurde 2013 restauriert und die stark beschädigten Tierfiguren durch Duplikate ersetzt.
Der Schlossteich südlich des Schlosses hat zwei Verbindungen zum Plauer See, über die zwei zwischen 1851 und 1880 entstandene bogenförmig geschwungene Brücken aus Ziegelsteinen führen. Ebenfalls aus Ziegeln ist die Mauer des Pfarrgartens. Diese ist der Rest der ehemaligen Begrenzungsmauer und stammt aus der frühen Phase des Landschaftsparks, etwa der Mitte des 19. Jahrhunderts. Zur gleichen Zeit wie die Pfarrgartenmauer entstand die Mauer des Friedhofs. Vom Schlosspark gelangt man durch das sogenannte Engelstor auf den Friedhof der Pfarrkirche Plaue. Durch dieses Tor hatte die gräfliche Patronatsfamilie einen eigenen Zugang vom Schloss zum Friedhof mit seinen Familiengrabstätten und zur Kirche. Das eiserne Engelstor wird von zwei großen Engelsskulpturen auf Sockeln gerahmt. Die Engel wurden 1835 im Auftrag der Schlossherrin Freifrau Charlotte von Lauer-Münchhofen von A. Möller aus Sandstein gearbeitet.
Eine T-förmig in den Plauer See ragende Anlegestelle wurde von der Zollverwaltung der DDR genutzt. Sie diente der Überwachung der Binnenschifffahrt von und nach West-Berlin. Der Anleger wurde Mitte der 1970er Jahre aufgeschüttet und war mit Wachhäuschen und Schranke versehen.
Im Süden an den Park angrenzend befindet sich ein ehemaliges Ziegeleigelände. Die Ziegelei wurde mindestens von 1842 bis 1914 betrieben. Sie gehörte zunächst einem Ferdinand Michaelis aus der Stadt Rathenow und wurde später vom Grafen von Königsmarck übernommen. Nach der Stilllegung wurden auf dem Gelände eine Baumschule und Gärtnerei betrieben, die bis in die frühen 1990er Jahre bewirtschaftet wurden. In Gebäuden der Ziegelei war bereits ab etwa 1890 die Bewirtschaftung des Parks untergebracht. Die Remise befand sich dort.
Ein Teich im Südwesten des Parks, in dem Karauschen (Carassius carassius), eine Art Karpfenfische, gezüchtet wurden, ist verlandet. Dieser Teil des Parks wird nur wenig gepflegt und als Rückzugsort für Vögel und andere Tiere verwildert belassen. Weiterhin befindet sich ein Schulhaus und ein Sportplatz angrenzend auf ehemaligen Parkflächen. Ein französischer Garten war von einer etwa 2 Meter hohen Mauer umgeben. In diesem Schlossgarten wurde beispielsweise Obst gezogen. Er wurde nach der Enteignung 1945 zerstört. Mauerreste auf den an den Schlosspark angrenzenden Privatgrundstücken sind erhalten.